# Province de Mino
Pour les articles homonymes, voir Mino.
Mino (美濃国, Mino no kuni) est une ancienne province du Japon qui se situait sur une région correspondant à la partie sud de l'actuelle préfecture de Gifu. Mino était bordée par les provinces de Hida, Ise, Mikawa, Omi, Owari et Shinano.
L'ancienne capitale provinciale se situait près de la ville moderne de Tarui, mais la ville la plus importante de la province, du fait de son château, était Gifu.
Pendant les six ans de l'ère Wadō, des travaux eurent lieu dans la province pour élargir la route reliant la province de Mino à celle de Shinano.
Au début de la période Sengoku, la province était dirigée par le clan Toki, qui en perdit le contrôle au profit du clan Saito. Le clan Saito la perdit ensuite, forcé de s'allier au clan Oda. La province est une des premières à tomber sous le contrôle de Nobunaga Oda, tant et si bien que ses héritiers la contrôlèrent même après la mort de celui-ci et la montée au pouvoir de Hideyoshi Toyotomi.
La bataille de Sekigahara a eu lieu sur une partie du territoire de la province de Mino.
Les fours anciens de Mino (Mino ware (en)), hauts lieux de la céramique japonaise, étaient globalement situés autour des villes actuelles de Toki et Minokamo. Les sites se trouvaient dans les municipalités de Tajimi et Kasahara, Toki, Mizunami et Kani. 